# 262295 Jeffrich
262295 Jeffrich è un asteroide della fascia principale. Scoperto nel 2006, presenta un'orbita caratterizzata da un semiasse maggiore pari a 2,4458753 UA e da un'eccentricità di 0,1369793, inclinata di 0,73326° rispetto all'eclittica.
L'asteroide è dedicato all'astronomo statunitense Jeffrey Rich Jr.